# Быкова, Вера Николаевна
Вера Николаевна Бы́кова (10 апреля 1938 — 2 октября 2018) — советский и российский тренер по конькобежному спорту, заслуженный тренер России.

## Биография
Родилась в Ленинграде в 1938 году. Отец — Николай Николаевич Савинцев, спортсмен, участник Великой Отечественной войны; мать — Мария Андреевна Савинцева. Два сына: Быков Алексей Юрьевич и Слуцкий Николай Борисович. Выжила во время блокады Ленинграда. Окончила Институт имени П. Ф. Лесгафта. Тренировала команду завода «Большевик» в Ленинграде, работала тренером и старшим тренером в СДЮСШОР Колпинского района Ленинграда.
В течение более пятидесяти лет работала в качестве тренера. У неё проходили спортивную подготовку Иван Скобрев (заслуженный мастер спорта, призёр Олимпийских игр 2010 года); Екатерина Шихова (заслуженный мастер спорта, бронзовый призёр Олимпийских игр 2014 года); Денис Коваль (мастер спорта международного класса, участник Олимпийских игр 2014 года); Артём Кузнецов (мастер спорта международного класса, участник Олимпийских игр 2014 года, призёр Кубков мира) и многие другие выдающие спортсмены.
Являлась председателем Тренерского совета Санкт-Петербурга и членом Главного тренерского совета России.
В 2002 году была удостоена звания «Заслуженный тренер России». Также имела звание ветерана труда. Была награждена знаком «За заслуги в развитии физической культуры и спорта Санкт-Петербурга».